# Sivasagar (district)
Sivasagar (of Sibsagar) is een district van de Indiase staat Assam. Het district telt 679.632 inwoners (2011) en heeft een oppervlakte van 1.599 km².
Tot 2015 had het district een oppervlakte van 2.668 km². Op 15 augustus 2015 werd het oostelijk deel van het district formeel uitgeroepen tot een nieuw district van de staat, Charaideo door de toenmalige eerste minister van Assam, Tarun Gogoi.
Hoofdstad: Dispur
Districten:
Baksa
· Barpeta
· Biswanath
· Bongaigaon
· Cachar
· Charaideo
· Chirang
· Darrang
· Dhemaji
· Dhubri
· Dibrugarh
· Dima Hasao
· Goalpara
· Golaghat
· Hailakandi
· Hojai
· Jorhat
· Kamrup
· Kamrup Metro
· Karbi Anglong
· Karimganj
· Kokrajhar
· Lakhimpur
· Majuli
· Morigaon
· Nagaon
· Nalbari
· Sivasagar
· Sonitpur
· South Salmara-Mankachar
· Tinsukia
· Udalguri
· West Karbi Anglong